# Ibn an-Nafis
Ibn an-Nafis, wł. Ala ad-Din Abu al-Ala Ali ibn Abi al-Haram al-Kurajszi ad-Dimaszki ibn an-Nafis (zm. 1288) – arabski lekarz, który jako pierwszy opisał mały obieg krwi, zajmował się także prawem.
Studiował w Damaszku u lekarza Ad-Dachwara, następnie pracował w szpitalu Nasiri w Kairze. Odkrył, że przegroda między prawą i lewą komorą serca jest pełna, bez porów – zakwestionował wówczas pogląd Galena, zgodnie z którym krew w sercu przepływa z prawej do lewej komory. Prawidłowo uznał, że krew dociera z jednej do drugiej komory przez płuca, gdzie „miesza się z powietrzem”. Pomimo dużego znaczenia swoich odkryć, jego prace nigdy nie dotarły do Europy i nie były znane wśród europejskich lekarzy. Jego wkład w medycynę został ponownie odkryty dopiero w XX wieku. Autor traktatów nt. chorób oczu oraz komentarzy do rozpraw Hipokratesa, Awicenny i Hunajna ibn Ishaka.